# Кубок вызова МХЛ 2010
Кубок вызова Молодёжной хоккейной лиги-2010 прошёл в Санкт-Петербурге 6 февраля 2010 года на арене спортивно-концертного комплекса «Ледовый дворец». Это был первый матч за Кубок Вызова в истории Молодёжной хоккейной лиги. Игра завершилась со счётом 6:4 в пользу сборной команды Запада.

## Составы команд
| Сборная Востока                                                                                 | Сборная Востока                                                                                 | Сборная Востока                                                                                 | Сборная Востока                                                                                 | Сборная Запада | Сборная Запада | Сборная Запада | Сборная Запада |
| ----------------------------------------------------------------------------------------------- | ----------------------------------------------------------------------------------------------- | ----------------------------------------------------------------------------------------------- | ----------------------------------------------------------------------------------------------- | --- | --- | --- | --- |
| №                                                                                               | Гр.                                                                                             | Имя и фамилия                                                                                   | Команда                                                                                         | № | Гр. | Имя и фамилия | Команда |
| Вратари                                                                                         |                                                                                                 |                                                                                                 |                                                                                                 | | | | |
| 77                                                                                              | Россия                                                                                          | Эмиль Гарипов                                                                                   | «Барс»                                                                                          | 30 | Россия | Александр Скрынник | «Локо» |
| 82                                                                                              | Россия                                                                                          | Владимир Сохатский                                                                              | «Толпар»                                                                                        | 35 | Россия | Евгений Иванников | «СКА-1946» |
| Защита                                                                                          |                                                                                                 |                                                                                                 |                                                                                                 | | | | |
| 5                                                                                               | Россия                                                                                          | Михаил Григорьев                                                                                | «Толпар»                                                                                        | 2 | Россия | Александр Макаров | «Русские Витязи» |
| 15                                                                                              | Россия                                                                                          | Максим Березин                                                                                  | «Реактор»                                                                                       | 4 | Россия | Николай Лукьянчиков | «МХК Спартак» |
| 24                                                                                              | Россия                                                                                          | Захар Арзамасцев                                                                                | «Кузнецкие Медведи»                                                                             | 37 | Россия | Максим Колесник | «Мытищинские Атланты»                                                                                                   |
| 35                                                                                              | Россия                                                                                          | Константин Бочкарёв                                                                             | «Ладья»                                                                                         | 47 | Россия | Денис Федосов | «Шериф» |
| 43                                                                                              | Россия                                                                                          | Максим Игнатович                                                                                | «Сибирские Снайперы»                                                                            | 55 | Россия | Алексей Марченко | «ЦСКА – Красная Армия»                                                                                                  |
| 52                                                                                              | Россия                                                                                          | Сергей Терещенко (К)                                                                            | «Стальные Лисы»                                                                                 | 64 | Россия | Евгений Кунаев | «Чайка» |
| 55                                                                                              | Россия                                                                                          | Виталий Кропачев                                                                                | «Белые Медведи»                                                                                 | 81 | Россия | Юрий Урычев | «Локо» |
| 90                                                                                              | Россия                                                                                          | Никита Манухов                                                                                  | «Авто»                                                                                          | 86 | Россия | Дмитрий Громов | «Алмаз» |
| Нападение                                                                                       |                                                                                                 |                                                                                                 |                                                                                                 | | | | |
| 7                                                                                               | Россия                                                                                          | Владимир Малиновский                                                                            | «Стальные Лисы»                                                                                 | 16 | Россия | Иван Иванов (К) | «Крылья Советов» |
| 18                                                                                              | Россия                                                                                          | Станислав Бочаров                                                                               | «Барс»                                                                                          | 19 | Россия | Артём Воронин | «МХК Спартак» |
| 40                                                                                              | Россия                                                                                          | Сергей Калинин                                                                                  | «Омские Ястребы»                                                                                | 22 | Россия | Александр Федосеев | «Крылья Советов» |
| 42                                                                                              | Россия                                                                                          | Павел Здунов                                                                                    | «Стальные Лисы»                                                                                 | 36 | Россия | Артём Гарифулин | «Локо» |
| 51                                                                                              | Россия                                                                                          | Егор Дубровский                                                                                 | «Толпар»                                                                                        | 49 | Россия | Эдуард Бакланов | «Алмаз» |
| 79                                                                                              | Россия                                                                                          | Айрат Зиазов                                                                                    | «Реактор»                                                                                       | 51 | Россия | Владимир Заварзин | «Феникс» |
| 87                                                                                              | Россия                                                                                          | Данил Каськов                                                                                   | «Авто»                                                                                          | 61 | Россия | Роман Васильев | «МХК Динамо» |
| 88                                                                                              | Россия                                                                                          | Ярослав Альшевский                                                                              | «Реактор»                                                                                       | 87 | Россия | Ярослав Горбаченко | «СКА-1946» |
| 91                                                                                              | Россия                                                                                          | Кирилл Лебедев                                                                                  | «Стальные Лисы»                                                                                 | 89 | Россия | Дмитрий Лугин | «МХК Динамо» |
| 97                                                                                              | Россия                                                                                          | Виталий Каменев                                                                                 | «Толпар»                                                                                        | 90 | Россия | Станислав Левин | «Русские Витязи» |
| 98                                                                                              | Россия                                                                                          | Фёдор Малыхин                                                                                   | «Авто»                                                                                          | 91 | Россия | Никита Точицкий | «СКА-1946» |
| 99                                                                                              | Россия                                                                                          | Станислав Альшевский                                                                            | «Реактор»                                                                                       | 97 | Россия | Никита Гусев | «ЦСКА – Красная Армия»                                                                                                  |
| Тренеры                                                                                         |                                                                                                 |                                                                                                 |                                                                                                 | | | | |
| Главный тренер: Александр Семак («Толпар») Евгений Мухин («Авто») Александр Соколов («Реактор») | Главный тренер: Александр Семак («Толпар») Евгений Мухин («Авто») Александр Соколов («Реактор») | Главный тренер: Александр Семак («Толпар») Евгений Мухин («Авто») Александр Соколов («Реактор») | Главный тренер: Александр Семак («Толпар») Евгений Мухин («Авто») Александр Соколов («Реактор») | Главный тренер: Андрей Парфёнов («ЦСКА – Красная Армия») Сергей Иванов («Алмаз») Александр Савченков («Крылья Советов») | Главный тренер: Андрей Парфёнов («ЦСКА – Красная Армия») Сергей Иванов («Алмаз») Александр Савченков («Крылья Советов») | Главный тренер: Андрей Парфёнов («ЦСКА – Красная Армия») Сергей Иванов («Алмаз») Александр Савченков («Крылья Советов») | Главный тренер: Андрей Парфёнов («ЦСКА – Красная Армия») Сергей Иванов («Алмаз») Александр Савченков («Крылья Советов») |

## Ход игры
| 6 февраля 2010 | Запад | 6 : 4 (1:1, 2:2, 3:1) | Восток | Ледовый дворец Зрителей: 7350 |

| Отчёт | Отчёт                | Отчёт | Отчёт               | Отчёт                                                     |
| --- | -------------------- | --- | ------------------- | --------------------------------------------------------- |
| |                      | |                     |                                                           |
| | Скрынник / Иванников | Вратари | Гарипов / Сохатский | Судьи: Главные: Соин, Ромасько Линейные: Алёшин, Михаевич |
| | Голы:                | |                     | Судьи: Главные: Соин, Ромасько Линейные: Алёшин, Михаевич |
| Федосеев (Лукьянчиков) 5' (бол.) Бакланов (Левин) 37' Федосеев 37' Гарифулин 45' Бакланов (Заварзин) 50' Бакланов (Заварзин, Левин) 56' | Голы:                | Лебедев (Здунов) 13' Зиазов (Арзамасцев) 22' (бол.) Альшевский Я. (Альшевский С.) 38' Арзамасцев (Терещенко) 53' |                     | Судьи: Главные: Соин, Ромасько Линейные: Алёшин, Михаевич |
| |                      | |                     | Судьи: Главные: Соин, Ромасько Линейные: Алёшин, Михаевич |
| |                      | |                     | Судьи: Главные: Соин, Ромасько Линейные: Алёшин, Михаевич |
| |                      | |                     | Судьи: Главные: Соин, Ромасько Линейные: Алёшин, Михаевич |
| 33 мин | Штраф                | 4 мин |                     | Судьи: Главные: Соин, Ромасько Линейные: Алёшин, Михаевич |
| |                      | |                     |                                                           |
| |                      | |                     |                                                           |